# Mongoloraphidia pskemiana
Mongoloraphidia pskemiana är en halssländeart som beskrevs av H. Aspöck et al. 1999. Mongoloraphidia pskemiana ingår i släktet Mongoloraphidia och familjen ormhalssländor. Inga underarter finns listade i Catalogue of Life.